# 地特诺
地特诺（英語： Deterenol；亦称 Isopropylnorsynephrine、Isopropyloctopamine；商品名Betaphrine）是一种兴奋剂，可作为β肾上腺素受体激动药。其曾被用作膳食补充剂产品的成分，但由于可能导致心脏骤停而在大多数国家被禁用。